# Grabrelief der Silenis

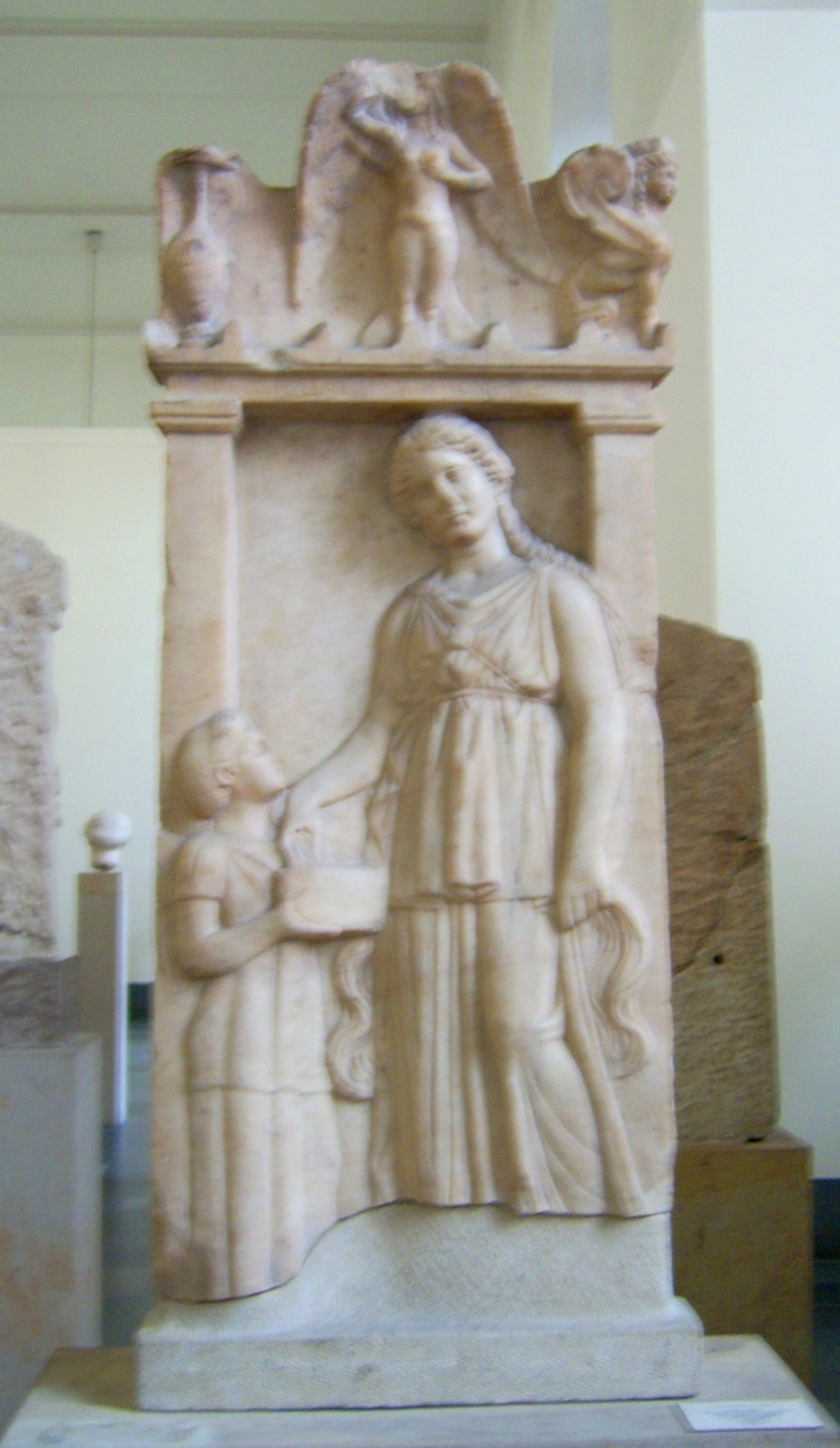
Grabrelief der Silenis

Das Grabrelief der Silenis ist ein klassisches attisches Kunstwerk aus der Mitte des 4. Jahrhunderts v. Chr. Es wird heute im Alten Museum ausgestellt und gehört zur Antikensammlung Berlin. Ein Gipsabguss befindet sich im Akademischen Kunstmuseum in Bonn.
Das in Attika gefundene Relief wird von einem Naiskos eingerahmt, der flacher als die Figuren herausgearbeitet ist. Vor den Anten des Naiskos steht rechts die junge Verstorbene, links ein kleines Mädchen, das mit seinen kurzen Haaren und im Gestus als Dienerin gekennzeichnet ist. Das Dach ist durch einen Ziegelrand gekennzeichnet. Auf dem Dach befand sich an der Stelle des üblichen Akroterions ein Relief mit der Darstellung einer Sirene, die sich in Trauergestus an Kopf und Brust schlägt. Am rechten Dachrand stand eine Sphinx, links eine Loutrophoros. Der unterste Teil des Reliefs ist weggebrochen.
Alle drei Dachfiguren stehen in engen Bezug zum Grabkult, Sirenen und Lutrophoren wurden im Allgemeinen nur bei jungen verstorbenen Frauen, die noch unverheiratet waren, dargestellt. Die Lutrophore symbolisiert die nie zustande gekommene Hochzeit, spielte das Gefäß doch eine Rolle bei der rituellen vorehelichen Waschung. Auch die kindliche Dienerin unterstützt die Vermutung, dass es sich bei der Verstorbenen um eine sehr junge Frau gehandelt hatte. Der Name der Verstorbenen ist auf der schmalen Architravleiste eingemeißelt: Σιληνὶς Μυίσκου Βοιωτία. Silenis stammte demnach aus Böotien und war keine Bürgerin Athens. Silenis trägt einen hoch gegürteten Chiton mit einem langen Überschlag sowie Kreuzbändern vor der Brust. Mit ihrer linken Hand hält sie ihren herabfallenden Mantel, mit der rechten greift sie in ein Kästchen, das ihr ihre Dienerin hinhält, und holt eine Binde oder ein Schleiertuch heraus, das ihr langes, über den Rücken fallende Haar halten sollte. Doch der abwesende Blick der Silenis, die sich nun darauf vorbereitet, die Braut des Hades zu werden, lässt diese Tätigkeit als nicht mehr wichtig erscheinen. Der Tod hat das Mädchen aus dem Leben gerissen, was nun folgte, war nicht mehr von Belang.